# 鍋田川
鍋田川（なべたがわ）は、木曽川水系の一級河川。愛知県弥富市、三重県木曽岬町を流れる。木曽川から分岐して木曽川へと戻る1次支川。

## 地理

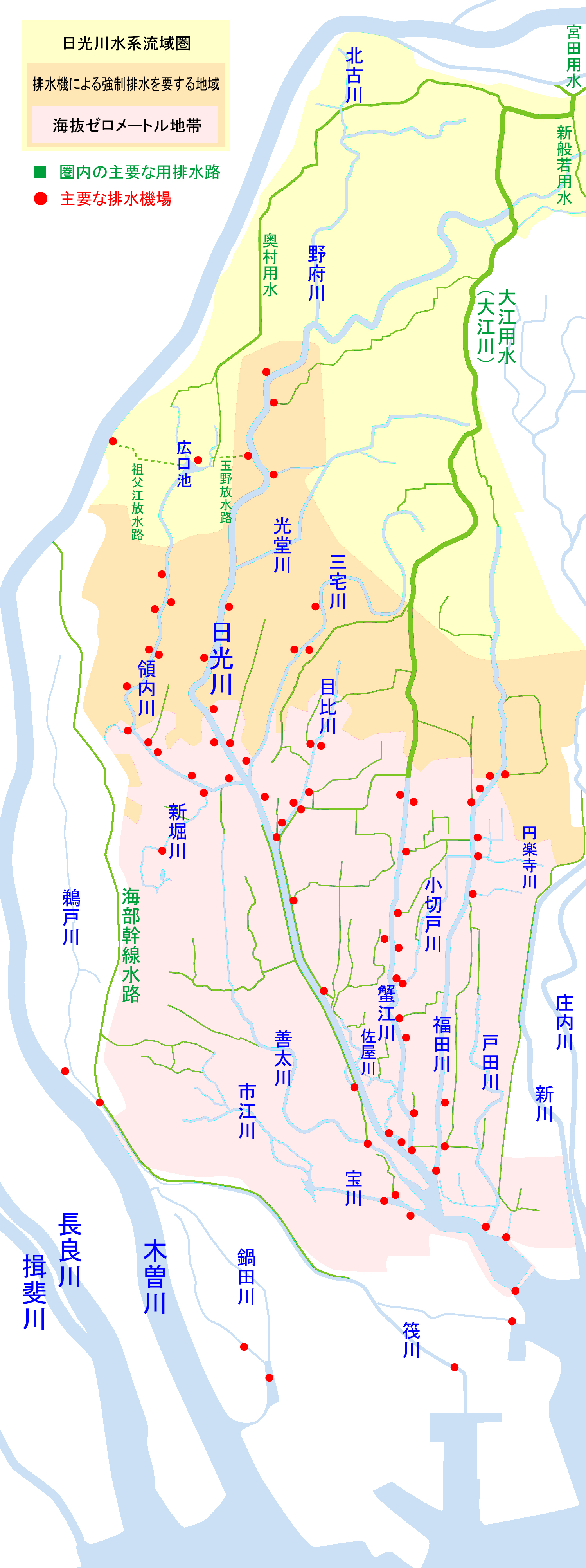
日光川水系の概略図。鍋田川は日光川水系の南側を流れる。

木曽川の尾張大橋の下流左岸に位置する鍋田上水門から取水し、三重県桑名郡木曽岬町地内を流下、木曽岬町和泉付近で愛知県弥富市を流れる水路と合流したのち、愛知県との県境を流れる。木曽岬町三崎付近で町内を流れる中央幹線排水路と合流。河口近くで源緑輪中に添うように流れを西に変えて再び木曽川に合流する。

## 歴史

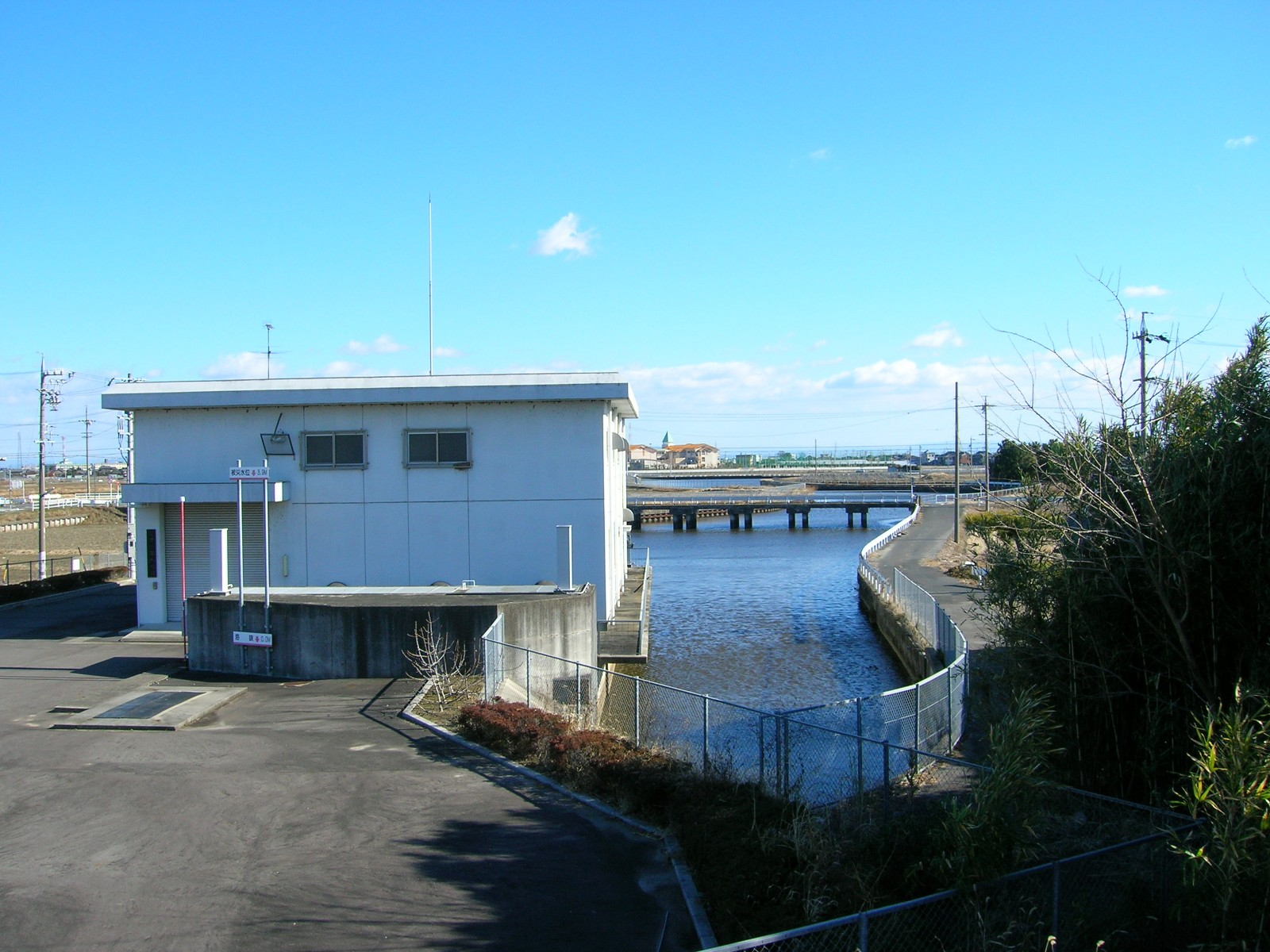
弥富市の芝井川排水機場。シャッター前に海抜ゼロメートルと伊勢湾台風での浸水3.9メートルの標識が設置されている。

かつては木曽川から自然分流しており、海部郡南部の農業用水などに利用されていたが、年々進む流域の地盤沈下によって塩分濃度が高まるなど用水としての利用が困難となっていった。特に昭和19年から21年にかけての地震で地盤沈下が進行、塩分濃度は上流部で0.04パーセント、下流部では0.1パーセントに達したという。
1959年（昭和34年）の伊勢湾台風では破堤により流域に大きな被害を受けた。当時の流路延長7.67キロメートルの内、右岸の木曽岬村（現在の木曽岬町）側だけでも約5.9キロメートルが被災、全流路を復旧することは困難であるため廃川が決定され、1962年（昭和37年）までに分派口と河口が締め切られた。
河道はほとんどが埋め立てられた。また、前述のようにかつての分派口には用水を取り入れるための水門が置かれるとともに、河口部にも船舶が航行できる水門が設置された。現在でも河川管理上は一級河川として扱われている。なお、地盤沈下の進行によって下流域では右の写真にあるように海抜より河川水位の方が低くなっている。

## 河川施設

### 水門
- 鍋田上水門
- 鍋田上樋門
- 鍋田川和富樋門
- 鍋田川下樋門
- 鍋田川中水門
- 鍋田川下水門

### 排水機場
- 鍋田川上流排水機場
- 鍋田川下流排水機場

小規模な排水機場は他にも複数設置されている。

## 鍋田川堤桜並木
木曽岬町新加路戸付近の町道鍋田川線沿いには、およそ4キロメートルに渡って約1,500本のサクラが植えられており、毎年4月には桜まつりも催されるなどして大勢の花見客が訪れる。